# Gasthaus Germania (Leipheim)

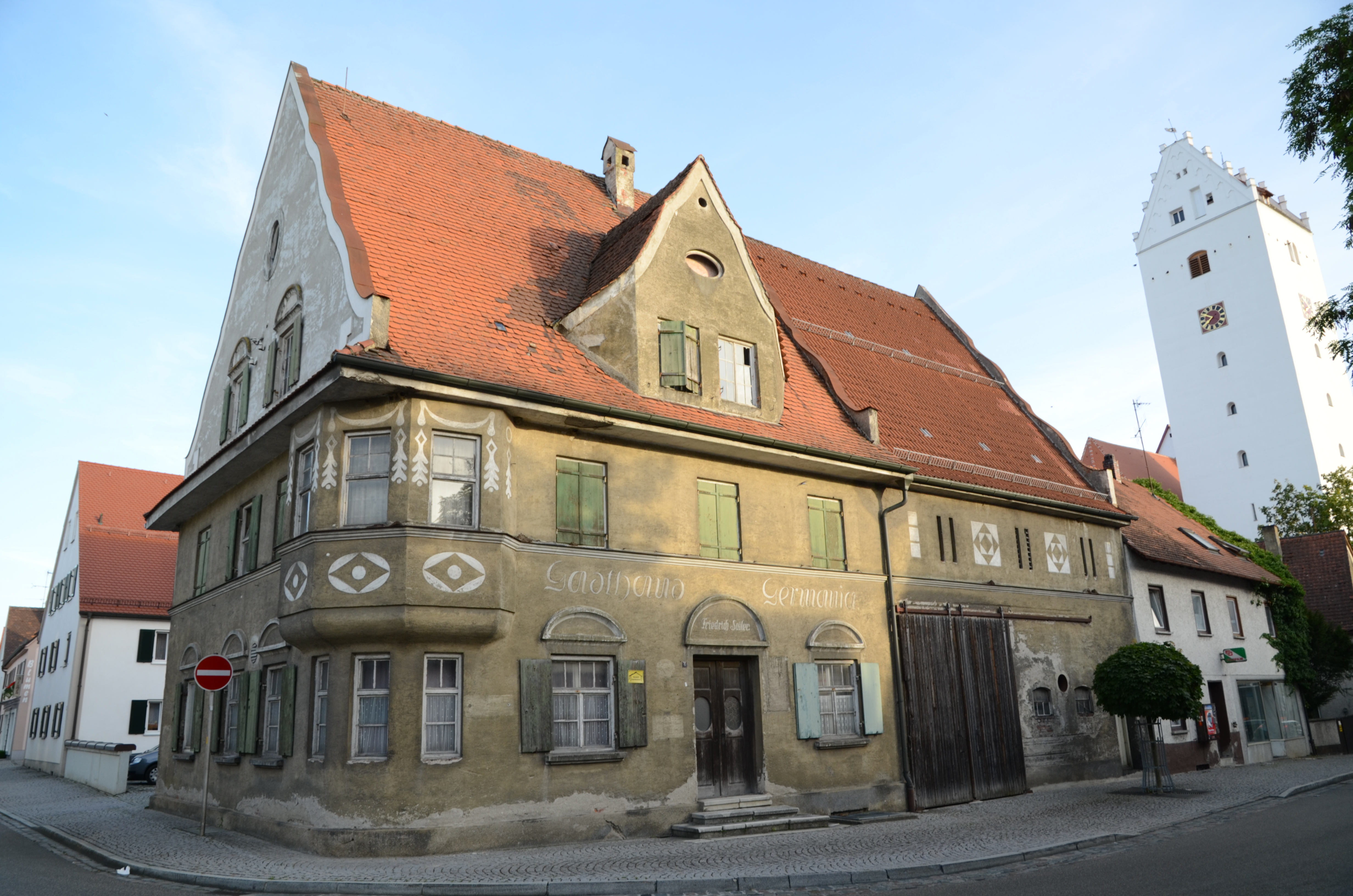
Ehemaliges Gasthaus Germania in Leipheim

Das Gasthaus Germania in Leipheim, einer Stadt im schwäbischen Landkreis Günzburg in Bayern, wurde im Kern im 17./18. Jahrhundert errichtet. Das ehemalige Gasthaus an der Kirchstraße 6 ist ein geschütztes Baudenkmal.
Der Eckhaus mit Schweifgiebel und Eckerker vom Anfang des 20. Jahrhunderts steht am Rande der inneren Altstadt.